# برازوس بند
برازوس بند (بالإنجليزية: Brazos Bend)‏ هي مدينة أمريكية تقع في ولاية تكساس.